# Sonata Patetyczna

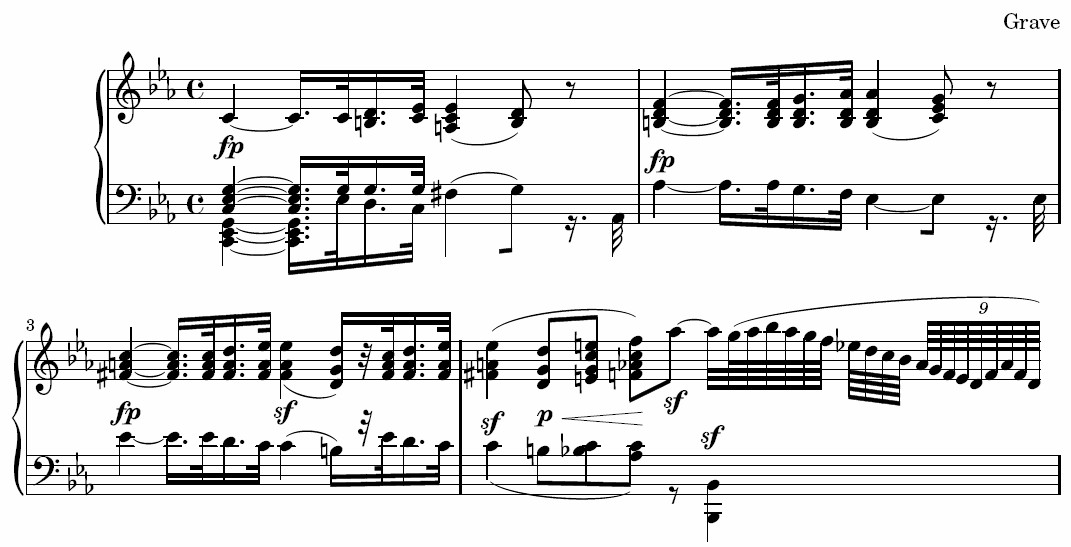
Pierwsze takty sonaty Patetycznej

Sonata fortepianowa nr 8 c-moll op. 13 Ludwiga van Beethovena, znana jako Patetyczna (oryg. Grande Sonate Pathétique) to jedna z najsłynniejszych sonat w historii muzyki. Została napisana przez 28-letniego wówczas kompozytora w roku 1798 i wydana w roku 1799. Beethoven dedykował ją swojemu przyjacielowi i mecenasowi ks. Karlowi Lichnowskiemu. Nazwa Patetycznej, choć uważana za jeden z nielicznych tytułów pochodzących od kompozytora, w rzeczywistości była zaakceptowaną przez Beethovena propozycją wydawcy, na którym wrażenie wywarł tragizm dzieła.

## Części utworu
1. Grave - Allegro di molto e con brio
2. Adagio cantabile
3. Rondo. Allegro